# Antonio Selmi
Antonio Selmi (Vignola, 10 novembre 1826 – Serravalle Pistoiese, 23 marzo 1904) è stato un chimico italiano, fratello minore del più noto Francesco Selmi. Fu autore di numerose pubblicazioni di chimica, in particolare chimica agraria, sull’allevamento del bestiame, sull’economia rurale, e di approfondite indagini sulla malaria e sulla pellagra, di manuali scolastici e di scritti divulgativi concernenti la chimica. Tradusse in italiano testi scientifici stranieri dal francese e dal tedesco. Fu uno dei principali collaboratori di Francesco Selmi all'Enciclopedia di Chimica, opera monumentale pubblicata in 14 volumi tra il 1868 e il 1881. Ha curato la pubblicazione delle Lettere inedite dello storico vignolese Ludovico Antonio Muratori. Si occupò anche della riorganizzazione del sistema scolastico dell'Italia unita. È stato professore straordinario di Chimica farmaceutica e tossicologia all’Università di Sassari negli anni accademici 1880-81 e 1883-84.

## Opere
- Antonio Selmi, Elementi di Chimica Generale ed Analitica, Piacenza, 1856
- Antonio Selmi Principi Elementari di Chimica Agraria, Napoli, 1861
- Antonio Selmi, Libera chiesa in libero stato, considerazioni, Tip. scolastica di Sebastiano Franco e f., Torino, 1863
- Antonio Selmi, Manuale di Chimica Inorganica, disposto secondo i programmi ministeriali ad uso degli istituti tecnici, Tip. Scolastica di Sebastiano Franco e figli, Torino, 1864
- Antonio Selmi, Dell'assimilazione dell'azoto nella vegetazione, memoria letta alla Società agraria di Reggio nell'Emilia, Giornale agrario toscano, vol. 12, p. 134-151, Viesseux editore, Firenze, 1865
- Antonio Selmi, Il Miasma Palustre. Lezioni di Chimica Igienica, Padova, 1870
- Antonio Selmi, Corso elementare di chimica inorganica ed organica, Fratelli Treves Editori, Milano, 1873
- Antonio Selmi, Almanacco di Chimica Agricola, Milano, 1873 - 1878
- Antonio Selmi, Conferenze scientifico-popolari tenute ai maestri elementari del circondario di Mantova, per cura de Comizio agrario e della Deputazione provinciale, da Antonio Selmi, Padova, 1874, Premiata Tipografia Edit. F. Sacchetto
- Antonio Selmi, Il porcile, ossia l’arte di allevare e ingrassare vantaggiosamente i maiali con disquisizioni sul tornaconto di tale industria, E. Savallo, Milano, 1876
- Antonio Selmi, Il Governo della Pubblica Istruzione in Italia dall'anno 1860 al 18 marzo 1876; Cronistoria ed Aneddoti, Firenze, 1877
- Antonio Selmi, Lettere Inedite di Lodovico Antonio Muratori, Modena, 1883